# Бошмен-Пинар, Катрин
Катрин Бошмен-Пинар (фр. Catherine Beauchemin-Pinard; род. 26 июня 1994, Монреаль, Квебек) — канадская дзюдоистка, выступающая в весовой категории до 63 года. Бошмен-Пинар — бронзовый призёр в категории до 63 кг на летних Олимпийских играх 2020 года в Токио. Она стала второй канадской женщиной, завоевавшей медаль в дзюдо на Олимпийских играх. Она поднималась в десятку мирового рейтинга в своей весовой категории. Двукратный серебряный призёр чемпионатов мира 2022 и 2025 годов.
C 2014 по 2017 годы также принимала участие в весовой категории до 57 килограммов.

## Биография
Катрин Бошмен-Пинар родилась 26 июня 1994 года в Монреале. Начала заниматься в дзюдо в девятилетнем возрасте.
Изучала бухгалтерский учёт и гостиничный менеджмент в Университете Квебека в Монреале.

## Карьера
В 2014 году выиграла Гран-при в Улан-Баторе и турнир Большого шлема в Тюмени. В Абу-Даби стала пятой, уступив в схватке за медаль.
На Панамериканских играх 2015 года в Торонто завоевала серебро, а сразу после их окончания поехала в Тюмень и выиграла бронзу турнира Большого шлема.
В июне 2016 года она была включена в олимпийскую сборную Канады. Выбыла из борьбы на стадии 1/8 финала, заняв девятое место.
На Панамериканском чемпионате в 2017 года завоевала серебро, а на Европейском кубке в Оренбурге - бронзу.
В 2018 году на Гран-при в Хух-Хото и Загребе завоевала бронзу.
В 2019 году на турнире Большого шлема в Екатеринбурге стала бронзовым призёром, а затем выиграла золото на Панамериканском чемпионате. На Гран-при в Монреале стала третьей.
В начале 2020 года выступила на Гран-при в Тель-Авиве, где уступила в финальной схватке и стала серебряным призёром. Вновь выиграла Панамериканский чемпионат.
В 2021 году она выиграла бронзовую медаль на турнире Большого шлема в Анталии, а ранее победила в Тбилиси.
Бошмен-Пинар представляла Канаду на Олимпийских играх 2020 года в Токио, которые были перенесены на 2021 год из-за пандемии коронавируса.
Она выиграла первые поединки в категории до 63 кг, прежде чем проиграла чемпионке мира и будущей олимпийской чемпионке Кларисс Агбеньену в полуфинале. Затем Бошмен-Пинар участвовала в бронзовом поединку, победив Анрикелис Барриос. Это произошло лишь в голден-скор после броска, оценённого судьями на вадза-ари. После победы она рассказывала: «Я помню, как из Рио в 2016 году уезжала разочарованной своим выступлением. Я сказала себе, что хочу поехать в Токио, выиграть медаль, и я сделала это».
В июне 2025 года на чемпионате мира в Будапеште в весовой категории до 63 кг завоевала серебряную медаль. В схватке за титул уступила сопернице из Японии Харуке Кадзю.